# Franny Beecher

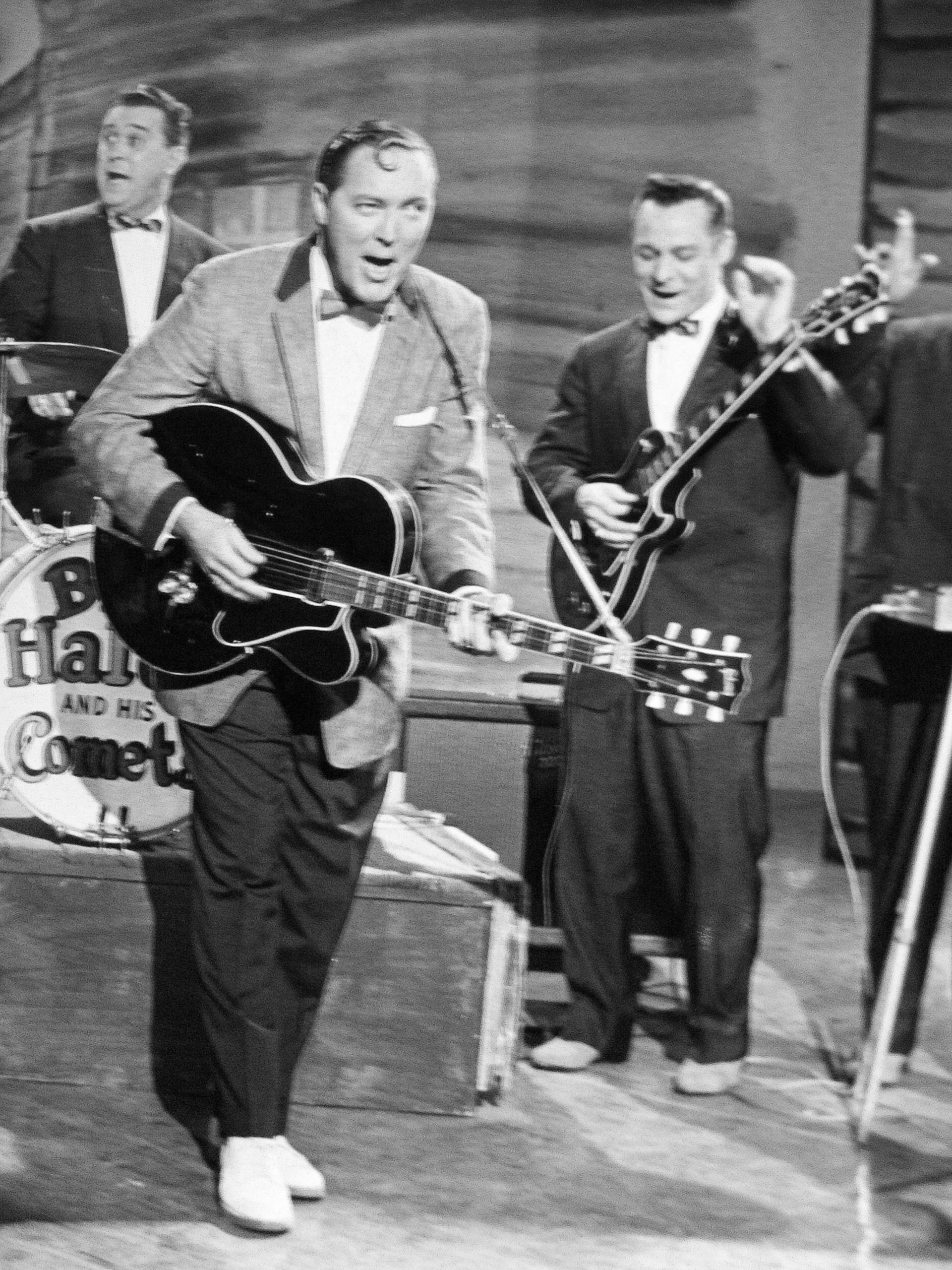
Franny Beecher (rechts) mit Bill Haley (Mitte) und Ralph Jones (Hintergrund), 1958

Francis Eugene „Franny“ Beecher (* 29. September 1921 in Norristown, Pennsylvania; † 24. Februar 2014 in Philadelphia) war ein US-amerikanischer Jazz-, Country- und Rock-’n’-Roll-Musiker. Er spielte in den 1940er-Jahren unter anderem bei den Orchestern von Benny Goodman, Buddy Greco und Gene Krupa, weltbekannt wurde er jedoch ab Herbst 1955 als Lead-Gitarrist der Rock-’n’-Roll-Band Bill Haley & His Comets sowie durch sein Gimmick-Intro – der Imitation einer schrillen Kinderstimme – bei Haleys Hit See You Later, Alligator.

## Karriere

### Anfänge
Franny Beecher startete seine Karriere Anfang der 1940er-Jahre in seiner Heimat Pennsylvania als Gitarrist bei diversen Country-Shows. Es folgte sein erstes festes Engagement als Country-Gitarrist bei der Band Buckaroo Ramblers. Beecher spielte dort gemeinsam mit Brother Wayne, Jean Domerick, Sam Boccella, Joe Denick und John „Smoky“ DiDomenico. Er wechselte nach zwei Jahren zu Slim Allsman und dessen Arizona Ramblers und lernte hier seine späteren Comets-Kollegen, den Steel-Gitarristen Billy Williamson und den Klavierspieler und Musikarrangeur Johnny Grande kennen.

### Von Country zu Big-Band-Jazz
Beecher interessierte sich zunehmend für Jazz, spielte bei Gene Krupa und schloss sich 1947 Buddy Greco und dessen Band an. Er orientierte sich an den Techniken des Jazz-Gitarristen Charlie Christian und perfektionierte so seine Fähigkeiten für alle Spielarten des Gitarrenspiels. Eine Kostprobe bieten seine Gitarrensoli auf der Buddy-Greco-Single aus dem Jahre 1947 Baby I’m True to You und aus dem Jahre 1948 Lillette. Kurze Zeit später wurde Benny Goodman auf ihn aufmerksam und engagierte ihn für dessen Big Band. Dann folgte Beechers Höhepunkt während seines Goodman-Engagements; er spielte bei der feierlichen Amtseinführung von US-Präsident Harry S. Truman im Frühjahr 1949 in Washington. Beechers musikalische Zusammenarbeit mit Benny Goodman ist auf den Capitol-LPs, Modern Benny und Benny Goodman at the Hollywood Palladium dokumentiert.

### Rock ’n’ Roll und Bill Haley
Als am 17. Juli 1954 Bill Haleys Freund und Studio-Gitarrist Danny Cedrone zehn Tage nach der Aufnahme von Shake, Rattle and Roll auf tragische Weise ums Leben kam, hatte dieses Ereignis unmittelbare Auswirkungen auf Franny Beechers weitere Musikkarriere. Haleys dritte Aufnahmesession bei Decca Records war für September 1954 bereits fest eingeplant und so suchte das Haley-Management einen neuen Gitarristen, der Cedrones Platz einnehmen konnte. Über Billy Williamson, Beechers altem Freund und Partner aus gemeinsamer Slim-Allsman-Zeit, kam der Kontakt mit Haley zustande und Beecher erkannte sehr schnell, welche Möglichkeiten sich ihm durch eine Zusammenarbeit mit Bill Haley und dessen Band eröffneten. Am 21. September 1954 nahm er in New York City mit Bill Haley und den Comets neben Dim Dim the Lights den Pingatore-Song Happy Baby auf, der nicht nur vom Drive her, sondern besonders durch Beechers Soli und seine gefühlvollen und schnellen Gitarrenriffs die damalige Musikszene beeindruckte. „Bill Haley had definite ideas of how his music was to sound and how his sidemen were to play… Once I learned rock and roll music, I just played what I felt“, so Beecher in einem Interview über seine ersten Eindrücke während der gemeinsamen Studioarbeiten mit Bill Haley.
Das gute Zusammenspiel zwischen Haley, den Comets und Franny Beecher fand ihre Fortsetzung bei den Decca-Studioaufnahmen im Pythian Temple in New York am 5. Januar 1955 mit Birth of the Boogie und Mambo Rock sowie am 10. Mai 1955 mit Two Hound Dogs und Razzle Dazzle, die durch Beechers Gitarrenriffs entscheidend mitgeprägt wurden.

#### Karriere als Comet
Bill Haleys Popularität stieg im Jahre 1955 stetig, sein Rock Around The Clock eroberte im Juni 1955 gerade die Nr. 1 in den US-Charts. Die Aussicht, mit Haley und den Comets auch auf der Bühne live agieren zu können, war für Beecher so reizvoll geworden, dass er sich zu diesem Zeitpunkt entschloss, eine feste Bindung mit Bill Haley & His Comets einzugehen. So avancierte Beecher als Comet der Haley-Band zu einem der ersten Lead-Gitarristen eines neuen Sounds, der wenig später als „Rock ’n’ Roll“ weltweit für Furore sorgen sollte.
Allerdings war für den Big-Band-Musiker Beecher die Reaktion des Haley-Publikums bei Liveauftritten gewöhnungsbedürftig. Er war, wie auch die anderen Comets, von der Hysterie des jungen Publikums zunächst sichtlich geschockt. Zu David Hirschberg gewandt kommentierte er die für ihn neue Situation wie folgt: „The big bands like Goodman were very popular, but they didn’t produce the kind of hysteria we saw from the Haley-fans, the screaming and the crying! We were playing and some girls in the front row fainted, can you believe that?“
In der Folgezeit wurde Franny Beecher auch außerhalb der Bühne das belebende Element bei den Comets. Bei den stundenlangen Bustourneen in den frühen Jahren sorgte er mit seinem Witz und Talent für Walt Disneys Duck- und Micky-Maus-Imitationen immer wieder für Erheiterung. Dies brachte Haley und den Produzenten Milt Gabler im Dezember 1955 schließlich auf die Idee, Beecher auch mit einem solchen Gimmick als Intro bei dem Song See You Later Alligator einzusetzen. Neben seinem musikalischen Solo gab Beecher mit diesem Gag dem Rock-’n’-Roll-Klassiker seine persönliche Note. Er ist maßgeblich daran beteiligt, dass die Redewendung "See you later…" in der Folgezeit so populär wurde, dass sie seither weltweit zum allgemeinen Sprachgebrauch zählt.

#### Filme, Fernsehen und Tourneen
Als Columbia Pictures aufgrund zunehmender Begeisterung jugendlicher Fans für Haleys Musik sich entschloss, Anfang 1956 einen Film über die Band und den Siegeszug des Rock ’n’ Roll zu drehen, hatte dies auch Auswirkungen auf die Comets, die zuvor außerhalb von Pennsylvania niemand kannte. Neben Haleys Saxophonist Rudy Pompilli war es insbesondere Franny Beecher, der sich durch den Film Rock Around the Clock (Außer Rand und Band) weltweit eine Fangemeinde schuf. Seine Soli und Bühnen-Auftritte inspirierten damals unzählige Jugendliche, die bald im nachrückenden Beat-Zeitalter selbst auf der Bühne standen. Am bekanntesten in Deutschland und heute noch aktiv ist Ralf Hartmann, der in Anlehnung an sein Idol Franny Beecher als „Franny“ gemeinsam mit seinem Bruder Knut bereits seit 1973 als Franny and the Fireballs in Hamburg und Umgebung den Rock ’n’ Roll der 1950er-Jahre im Stile von Bill Haleys Comets spielen.
Beechers eigene Popularität führte Ende 1956 dazu, dass Haley und der Regisseur des zweiten Rock-’n’-Roll-Films Don’t Knock the Rock (Außer Rand und Band, Teil II), Fred F. Sears, Beecher in diesem Streifen die Präsentation seines Instrumentalhits Goffin’ Around in Anwesenheit des bekannten DJs Alan Freed zubilligten. Zusätzlich wurde Beecher in diesem Film mit einer neuen Duck-Imitation beim Intro des Songs Rip It Up eingeblendet. Weitere gemeinsame Filmauftritte mit Bill Haley folgten, zunächst 1958 in Berlin im deutschen Unterhaltungsfilm Hier bin ich – Hier bleib' ich gemeinsam mit Caterina Valente sowie in Mexiko im Frühjahr 1961 in den Streifen Jóvenes y rebeldes und Besito a Papa.
Die erste große überregionale US-Fernsehsendung, die neben Bill Haley auch Franny Beecher dem amerikanischen Fernsehpublikum näher brachte, war die 1955 ausgestrahlte Ed-Sullivan-Sendung The Toast of the Town. In den nächsten beiden Jahren war Beecher neben zahlreicher US-Liveauftritte der populären Band an den großen Haley-Tourneen Anfang 1957 nach Australien und England und 1958 an der von Ausschreitungen randalierender Jugendlicher überschatteten Europatournee beteiligt.
Ein Ereignis der ganz besonderen Art widerfuhr Beecher während eines Livekonzertes in Buenos Aires im Frühjahr 1958. Im Anschluss daran wurde nicht Bill Haley, sondern Franny Beecher vom damaligen Staatspräsidenten Argentiniens Arturo Frondizi zum Dinner eingeladen und mit einer Staatskarosse vom Hotel abgeholt. Erst später erfuhr man den Grund – Frondizis Tochter war von Beecher so begeistert, dass sie ihn persönlich kennenlernen wollte.

#### Studioarbeit mit Bill Haley
Franny Beecher produzierte mit Bill Haley im Pythian Temple für Decca von September 1954 bis September 1959 bei 31 Aufnahmesessions insgesamt 96 Songs. Er komponierte davon die Instrumental-Songs Blue Comet Blues, Goofin 'Around, Week End und Shaky. Auf dem im Januar 1959 produzierten Album A.B.C. Rock hört man das Gesangsduett Williamson / Beecher, davon zwei Verse mit Beechers berühmter Gimmickstimme. Sein größter Hit mit Haley war See You Later, Alligator, sein letzter großer Erfolg im Februar 1958 Skinny Minnie, ein Top-25-Hit, nicht zuletzt durch Beechers markantes Gitarrensolo. Als Haley Ende 1959 zu Warner Brothers wechselte, war Beecher auch hier bei 13 Aufnahmesessions im Bell Sound Studio, New York, an insgesamt 69 Stücken beteiligt. Er begleitete Haley 1961 nach Mexiko und nahm dort mit ihm diverse Twist-Songs für das Label Orfeon Records auf. Im Frühjahr 1962 fand dann aber die endgültig letzte Aufnahmesession mit Haley im Round-Table-Club, New York statt.
Im Sommer 1962 beendete Beecher seine Zusammenarbeit mit Bill Haley & His Comets und zog sich zunächst ins Privatleben zurück, arbeitete später dann neben seinen Musik-Engagements als Superintendent bei einer Halloween-Maskenfabrik in Pennsylvania.

### Solokarriere
Bereits im Jahr 1958 veröffentlichte er mit anderen Comets unter dem Pseudonym The Kingsmen mehrere Singles für East West Records. Die Single Week End erreichte im November 1958 Platz 35 in den Billboard Pop Single-Charts. Die zweite Single war Conga Rock / The Catwalk. Drei Jahre später produzierte Beecher mit seinen Comets-Kollegen Rudy Pompilli (Saxophon) und Ralph Jones (Schlagzeug) unter dem Pseudonym „Merri Men“ beim Label Apt Records die Single Big Daddy / St. Louis Blues.
Im Herbst 1975 kam er einem Wunsch seines schon schwer erkrankten Comets-Kollegen Rudy Pompilli nach und spielte mit ihm auf einigen privaten Veranstaltungen, bevor dieser kurz danach an Krebs starb. 1982 war Beecher wieder an einer gemeinsamen Aufnahmesession mit den Comets in New York beteiligt, sie produzierten die Single Bring Back the Music / The Hawk Talks.
Im Herbst 1987 kam es zu einem Wiedersehen mit Johnny Grande, Marshall Lytle, Dick Richards und Joey Ambrose, die alle ehemalige Mitglieder der Comets waren. Sie spielten anlässlich der „First Annual Philadelphia Music Show“ Bill Haleys alte Hits so erfolgreich, dass sie beschlossen, als „Bill Haley’s Original Comets“ wieder weltweit auf Tournee zu gehen. Beecher spielte in dieser Formation 20 Jahre lang als Lead-Gitarrist, bis er sich 2007 aus gesundheitlichen Gründen mit 87 Jahren zurückziehen musste.
Franny Beecher lebte zuletzt in Pennsylvania und spielte immer noch gelegentlich bei Festen und privaten Veranstaltungen. Einen Eindruck seiner Bühnenpräsenz trotz seines hohen Alters vermittelte er im November 2009 bei einem Auftritt zu seinem 88. Geburtstag im Rip House, Bridgeport, Pennsylvania, wo er eine Stunde lang mit der fünfköpfigen Combo „Heart & Soul“ spielte.

## Kritiken
„Franny Beecher war lange Zeit anerkannt als einer der besten Gitarristen des Landes. Letzten Herbst schloss er sich Haley an, vorher hatte er schon Schallplatten-Aufnahmen gemacht. Beecher war früher bei Benny Goodman – und anderen großen Orchestern.
Er ist außerdem ein großartiger Imitator. Wer seine Donald Duck-Imitationen nicht gehört hat, hat bisher etwas versäumt. Seine Imitationen kleiner Kinder sind ein Traum. Er ist außerordentlich beteiligt an dem großen Haley-Erfolg See You Later, Alligator.“

## Diskografie

### Produktionen mit Benny Goodman

#### Modern Benny(Capitol ECJ-40001)
1. Ma Belle Marguerite (10-02-1949)
2. Having a Wonderful Wish (24-03-1949)
3. That Wonderful Girl of Mine (24-03-1949)
4. It Isn’t Fair (24-03-1949)
5. Fresh Fish (31-03-1949)
6. The Hucklebuck (31-03-1949)
7. Don’t Worry About Me (31-03-1949)
8. Little Girl Don’t Cry (15-10-1949)
9. Why Don’t We Do This More Often (15-10-1949) Dolly Houston vocal
10. Brother Bill (27-10-1949)
11. Spin a Record (27-10-1949)
12. I Had Someone Else Before I Had You (27-10-1949) Dolly Houston vocal
13. You’re Always There (27-10-1949)

#### Benny Goodman at the Hollywood Palladium, March 25, 1949
1. Let’s Dance (25-03-1949) instrumental
2. Undercurrent Blues (25-03-1949) instrumental
3. Do Do Do (25-03-1949)
4. Trees (25-03-1949) instrumental
5. There’s a Small Hotel (25-03-1949) instrumental (quartet)
6. Jersey Bounce (25-03-1949) instrumental
7. El Greco (25-03-1949) instrumental
8. Lover Man (25-03-1949) Terry Swope vocal
9. King Porter Stomp (25-03-1949) instrumental
10. Clarinade (25-03-1949) instrumental